# Enallagma deserti
Enallagma deserti är en trollsländeart som först beskrevs av Selys 1871.  Enallagma deserti ingår i släktet Enallagma och familjen dammflicksländor. IUCN kategoriserar arten globalt som livskraftig. Inga underarter finns listade i Catalogue of Life.